# Legendarni władcy Danii
Tabela zawiera listę niepewnych i legendarnych władców Danii do X wieku. Lista kontynuowana jest w artykule władcy Danii, który zawiera listę udokumentowanych władców, począwszy od Gorma Starego.
Poniższej listy nie można traktować jako autorytatywnej. O wielu z tych postaci wiadomo tylko na podstawie wzmianek, czasem przelotnych, w różnych materiałach – głównie kronikach lub sagach. Źródłami były między innymi Beowulf, Gesta Danorum, Chronicon Lethrense, Kronika z Roskilde i prace Adama z Bremy (zob. średniowieczne kroniki duńskie). W zależności od źródła inaczej rekonstruowano imię władcy, jego dominium, jak i okres jego panowania.

## Chronologia legendarnych władców Danii
Chronologię poniższego zestawienia i wymienione w nim postacie należy traktować jako domniemania, nie fakty.
| Okres panowania        | Władca                                                                | Uwagi |
| ---------------------- | --------------------------------------------------------------------- | --- |
|                        | Halfdan Stary                                                         | Ojciec dwóch synów: Helge i Hrodgara                                                                           |
|                        | Helge                                                                 | Syn Halfdana i brat Hrodgara, wraz z żoną Yrsą rodzic Rolfa Krake                                              |
|                        | Hrodgar (Hroðgar)                                                     | Syn Halfdana i brat Helge, w Beowulfie jako Hroðgar                                                            |
|                        | Rolf Krake (Hrólf Kraki / Hroðulf)                                    | Władca Zelandii wspomniany w Beowulfie, syn króla Helge                                                        |
|                        | Frode Fredegod                                                        | postać znana jako Fródi z Beowulfa, Gesta Danorum i sag                                                        |
|                        | Ingjald                                                               | postać znana z sag                                                                                             |
| ?710 – 728             | Agantyr/Ongendus                                                      | postać znana z sag                                                                                             |
| ? – ?770               | Harald Hildetand                                                      | |
| 794-803                | Siegfried (Sigurd)                                                    | władca płd. Jutlandii                                                                                          |
|                        | Harald                                                                | |
| ok. 798-810            | Godfred (Gudfred / Gøtrik / Gudrød Vejdekonge)                        | założyciel Hedeby                                                                                              |
|                        | Eystein Fart Halvdansson Eyetein Fjært                                | |
| 810-812                | Hemming                                                               | bratanek Godfryda, rządził przez dwa lata po jego śmierci. Początek wojny domowej; kilku władców jednocześnie. |
| 813                    | Sigfred                                                               | bratanek Godfryda                                                                                              |
| 812                    | Anulo                                                                 | brat Anula, Haralda Klaka, Hemminga, Rigifrida, Regnera                                                        |
| 812, 813, 814, 819-826 | Harald Klak                                                           | brat Anula, Hemminga, Reginfrida, Regnera                                                                      |
| 813-814                | Reginfrid / Reginfred                                                 | brat Anula, Haralda Klaka, Hemminga, Regnera                                                                   |
| 814-854                | Eryk I Stary (Hårik I / Horik I)                                      | 1 z 4 współrządzących Godfryda, jego syn (zmarł w 854)                                                         |
| 854 – ?864/873?        | Eryk II Dziecko (Erik Barn / Erik den Yngre / Hårik II Młody / Horik) | syn Eryka Starego. Córka Eryka II Dziecka wyszła za Haralda I, władcę Norwegii                                 |
| 871-?933               | Harald Pięknowłosy (Harald Hårfager)                                  | zob. też → władcy Norwegii                                                                                     |
| 873                    | Ubbe/Uffe                                                             | krótki okres panowania                                                                                         |
| 873-?903               | Sigurd Wężowe Oko Sigurd Orm i Øje/Sigfred                            | |
|                        | Helge                                                                 | |
| 881- ok. 895/896       | Kanut I (Knud 1./Harde Knud/Gudfred/Gudrød)                           | East Anglia i Northumbria Ojciec Gorma Starego, wspomniany przez Adama z Bremy                                 |
| ?-863                  | Harald I (Harald 1.)                                                  | |
| ?873-?876/877          | Halfdan (Halvdan)                                                     | |
| od ok. 850             | Olaf (Olav/Ole den Frøkne)                                            | szwedzka dynastia Olafów (pierwszy władca: Olaf, syn Sigfrieda)                                                |
| ? – 934                | Gnupa Olafsson Gnupa/Knud/Chnuba Gyrd Olafsson (bracia)               | |
| po 934                 | Sigtrygg lub Sigerich                                                 | ostatni król z dynastii Olafów; syn Gnupy Olafssona                                                            |
| 936-dziś               | Osobny artykuł: Władcy Danii .                                        | Osobny artykuł: Władcy Danii .                                                                                 |